# Degenia velebitica
Genre
Espèce
Classification phylogénétique
Degenia velebitica est une espèce de plantes à fleurs de la famille des Brassicaceae. C'est la seule espèce du genre Degenia. C'est une plante endémique du massif montagneux du Velebit en Croatie. Le nom du genre, Degenia, commémore le botaniste hongrois Árpád von Degen (1866-1934).

## Culture populaire
La plante est représentée sur une des faces de la pièce de 50 Lipa croate.